# Gregório de Narek
Gregório de Narek (em armênio/arménio: Գրիգոր Նարեկացի; romaniz.: Grigor Narekatsi; 951–1003), foi um monge, poeta, filósofo e místico cristão venerado como santo pela Igreja Católica, Doutor da Igreja, nascido numa família de escritores no Mosteiro de Narek (Narekavank), considerado como o "primeiro grande poeta da Armênia".
Gregório é o autor de uma interpretação mística do "Cântico dos Cânticos" e de diversas outras obras poéticas. Seu "Livro de Orações", conhecido também como "Livro de Lamentações", um longo poema místico dividido em 95 seções e escrito provavelmente em 977, foi traduzido para diversas línguas e permanece, ainda hoje, como uma das mais importantes obras da literatura armênia.
Em 12 de abril de 2015 o Papa Francisco declarou Gregório como Doutor da Igreja.

## Biografia
Gregório nasceu por volta de 950 numa família de clérigos de bom nível de escolaridade. Seu pai, Cosroes, era arcebispo. Ele perdeu a mãe muito cedo e foi educado por sua prima, Ananias de Narek, fundadora de um mosteiro e da escola da vila. Ainda muito jovem, Gregório entrou para o mosteiro (conhecido como Narekavank), na margem sudeste do lago de Vã, em Vaspuracânia, na época parte do Reino da Armênia (moderna Turquia), onde passou quase toda a vida. Pouco antes do primeiro milênio, o mosteiro era um brilhante centro de aprendizado cristão, representante de uma época relativamente tranquila antes das invasões turcas e mongóis que mudariam para sempre a vida na Armênia. Gregório era um dos principais representantes de uma época brilhante na literatura, pintura, arquitetura e teologia armênia, além de professor na escola monástica local. Todos os restos do mosteiro foram destruídos no século XX depois do Genocídio Armênio.

## Livro de Orações ou Livro de Lamentações
Escrito pouco antes do primeiro milênio, as orações de São Gregório de Narek são reconhecidas, já há bastante tempo, como gemas da literatura cristã. Segundo ele, seu livro era uma "enciclopédia de oração para todas as nações" e ele esperava que seu livro serviria de guia de oração para pessoas de toda parte.
Um líder de uma bem-desenvolvida escola mística armênia no Mosteiro de Narek, Gregório, a pedido de seus irmãos, tentou encontrar uma reposta para uma questão imponderável: o que se pode oferecer a Deus, nosso criador, que já tem tudo e sabe tudo melhor do que jamais poderemos expressar? A esta questão, proposta pelos profetas, salmistas, apóstolos e santos, Gregório apresentou uma resposta humilde – os suspiros do coração – expressos em seu Livro de Orações.
Em 94 orações, São Gregório se baseia no potencial da língua armênia clássica de traduzir sentimentos de sofrimento e humildade em um conjunto de palavras que se acreditava serem agradáveis a Deus. Estas orações ("suas letras são meu corpo, sua mensagem, minh'alma"), consideradas como seu último testamento, são únicas na literatura cristã por suas ricas imagens, sua teologia sutil, sua erudição bíblica e seu sincero imediatismo na comunicação com Deus.
Não se sabe ao certo a data em que o livro foi escrito, mas sabe-se que ele já estava pronto c. 1001-2, um ano antes de sua morte.
Na doutrina de Narek, o objetivo maior de uma vida deve ser alcançar a Deus e alcançar qualquer lugar no qual a natureza humana se ligue à sua natureza divina, apagando as diferenças entre deuses e homens. Como resultado, as dificuldades de uma vida terrestre desapareceriam. Segundo ele, a assimilação da humanidade com Deus é possível, mas não é lógica, exceto se através dos sentimentos.

## Reconhecimento pela Igreja Católica
Gregório é venerado como santo pela Igreja Católica Armênia e reconhecido como santo também pela Igreja Católica Romana, celebrado no dia 27 de fevereiro no Martirológio Romano.
O papa São João Paulo II fez referência a Gregório de Narek em diversos discursos
 e também em sua encíclica Redemptoris Mater e em sua carta apostólica sobre o 1700.º aniversário do batismo do povo armênio.
Gregório é mencionado também no artigo 2678 do Catecismo da Igreja Católica.
Em 21 de fevereiro de 2015, a Santa Sé anunciou que São Gregório de Narek seria nomeado Doutor da Igreja pelo papa Francisco. O anúncio oficial pelo papa ocorreu em 12 de abril do mesmo ano, um Domingo da Divina Misericórdia (o primeiro domingo depois da Páscoa), quando se celebrava o centenário do Genocídio Armênio.

## Gravações
- Alfred Schnittke. Choir Concerto (Concerto for Mixed Chorus). Valery Polyansky dirigindo a Capella Sinfônica do Estado Russo. CHANDOS CHAN 9332 (CD)
- Alfred Schnittke. Choir Concerto. Coro da Rádio Nacional Holandesa com Stefan Parkman. Chandos Records CHAN 9126. © 1992 Chandos Records (CD)
- Alfred Schnittke. Compositions for Choir a Capella. Concerto for Choir in 4 Parts, versos de Grigor Narekatsi, Livro das Lamentações(Kniga Skorbi), traduzido para o russo por Naum Grebnev. Coro de Câmara do Conservatório Tchaikovsky de Moscou. Diretor de Arte e Maestro Boris Tevlin. SFT. © Boris Tevlin 2002. (CD)
- Collected Songs Where Every Verse is Filled with Grief, arranged by the Kronos Quartet (David Harrington, 1997) from Alfred Schnittke's "Concerto for Mixed Choir." Gravado: 1993–97. Studio.